# Hans Trippel
Hans Trippel, né le 19 juillet 1908 dans la région de Darmstadt et mort le 30 juillet 2001 à Erbach/Odenwald, est un designer industriel allemand, responsable de la conceptions de la Trippel SG6, des Mercedes-Benz à Porte papillon et de l'Amphicar.

## Biographie
En 1933, il reprend la base de son prototype de voiture de course une DKW F2, pour développer un véhicule amphibie. Il rend son prototype étanche et protége les trains roulants des infiltrations d'eau, il y ajoute une hélice à l’arrière pour assurer la propulsion en milieu aquatique. Il baptise son invention Land-Wasser-Zepp (Zeppelin terrestre et aquatique). La combinaison d’une traction avant et d’une propulsion par hélice s'avère particulièrement ingénieuse, facilitant la sortie de l'eau, un défi technique pour les véhicules amphibies. En 1934, il se lance dans une carrière de pilote automobile.
Encouragé par les résultats prometteurs de ses premiers essais, Trippel fonde les Trippel-Werke à Darmstadt et entreprend la construction d'un second véhicule amphibie. Cette fois, il utilise un châssis d’Adler Trumpf. Le véhicule conserve la traction sur les roues avant, mais est désormais équipé d’un moteur à quatre cylindres développant 33 chevaux. Ses innovations attirent l’attention du ministère des Armées allemand, qui lui confie une mission de recherche en vue de la production en série d’un véhicule amphibie destiné à la Wehrmacht. Trippel, travaillant encore en indépendant, déplace ses ateliers à Homburg, dans la Sarre. C'est dans ce nouvel environnement qu'il met au point le SG6, un véhicule amphibie à quatre roues motrices. Ce modèle se distingue par sa carrosserie en tôles d'acier soudées à un châssis cadre, garantissant ainsi une grande rigidité et des amortisseurs hydrauliques, offrant une excellente maniabilité sur différents types de surfaces.
En 1936, Trippel présente son prototype aux officiels allemands, dont le Reichsführer, dans la cour de la Reichskanzlei à Berlin. La production en série démarre la même année, mais seuls vingt exemplaires sont produits en 1936. L'année suivante, le rythme de fabrication augmente, atteignant six unités par jour, pour un total d'environ mille véhicules. Cependant, le modèle de Trippel subit la concurrence de la Schwimmwagen développée par Volkswagen, un véhicule amphibie nettement moins coûteux. Malgré cette concurrence, Trippel continue de perfectionner son véhicule, qui évolue en SG7. Trippel présente également un concept plus innovant encore, l’Amphibischer Kabinenschlitten, une motoneige amphibie dotée d’une cabine, capable de se déplacer non seulement sur route et eau, mais aussi sur neige et glace. La propulsion est assurée par une hélice, alimentée par un moteur d’avion. En 1940, en tant que partisan actif du régime allemand lorsque la France est envahie par l'Allemagne, Trippel prend le contrôle de l'usine Bugatti à Molsheim. Après la défaite de l'Allemagne en 1945, il est interné comme profiteur de guerre par les autorités françaises pendant trois ans jusqu'en 1949.
Apres la guerre Hanns Trippel, fdécide de créer une voiture amphibie spécifiquement conçue pour le grand public. C'est ainsi qu'en 1962, l'Amphicar 770 voit le jour. Ce modèle se distingue par sa capacité à évoluer aussi bien sur route que sur l'eau, alliant technologie automobile et innovations nautiques. Le 10 août 1962, l’Amphicar 770 fait une démonstration, réussissent à traverser la Manche en 5 heures et 50 minutes.L'Amphicar 770 est construite sur un châssis monocoque, et sa carrosserie est celle d'une décapotable. La transmission est reliée à deux hélices situées à l'arrière pour permettre la propulsion sur l'eau. Fort de cette innovation, Trippel décide de commercialiser l'Amphicar 770, en visant particulièrement le marché américain. Lors de la présentation officielle aux journalistes, toutes les voitures présentées sombrent, en raison d'une erreur de manipulation : le bouchon d'évacuation d'eau, essentiel pour l'étanchéité du véhicule, n'avait pas été correctement verrouillé, entraînant un embarras public et entachant la réputation de la voiture. Le coût de production élevé s'avère être un facteur décisif dans son échec commercial. Fabriqué presque entièrement à la main, le véhicule est coûteux à produire, et doit en outre se conformer à des normes de sécurité de plus en plus strictes, notamment aux États-Unis. Ces contraintes, combinées à des ventes très faibles bien en deçà des attentes initiales conduisent Trippel à arrêter définitivement la production en 1968. En tout, seuls 3 878 exemplaires de l’Amphicar 770 sont vendus, bien loin des 20 000 unités par an que Trippel espérait commercialiser. Cet échec met un terme aux ambitions de Trippel de populariser le véhicule amphibie auprès du grand public.